# حقل الشرهاني
حقل الشرهاني حقل نفط يقع في شرق محافظة ميسان جنوب العراق قرب الحدود مع إيران. يضم الحقل عشرات الآبار. ذكرت أنباء أن حكومة نوري المالكي ووزير نفطه حسين الشهرستاني قامت بتسليم البئر رقم 111 إلى إيران في شهر آذار 2010.